# 메르세데스 아라오스

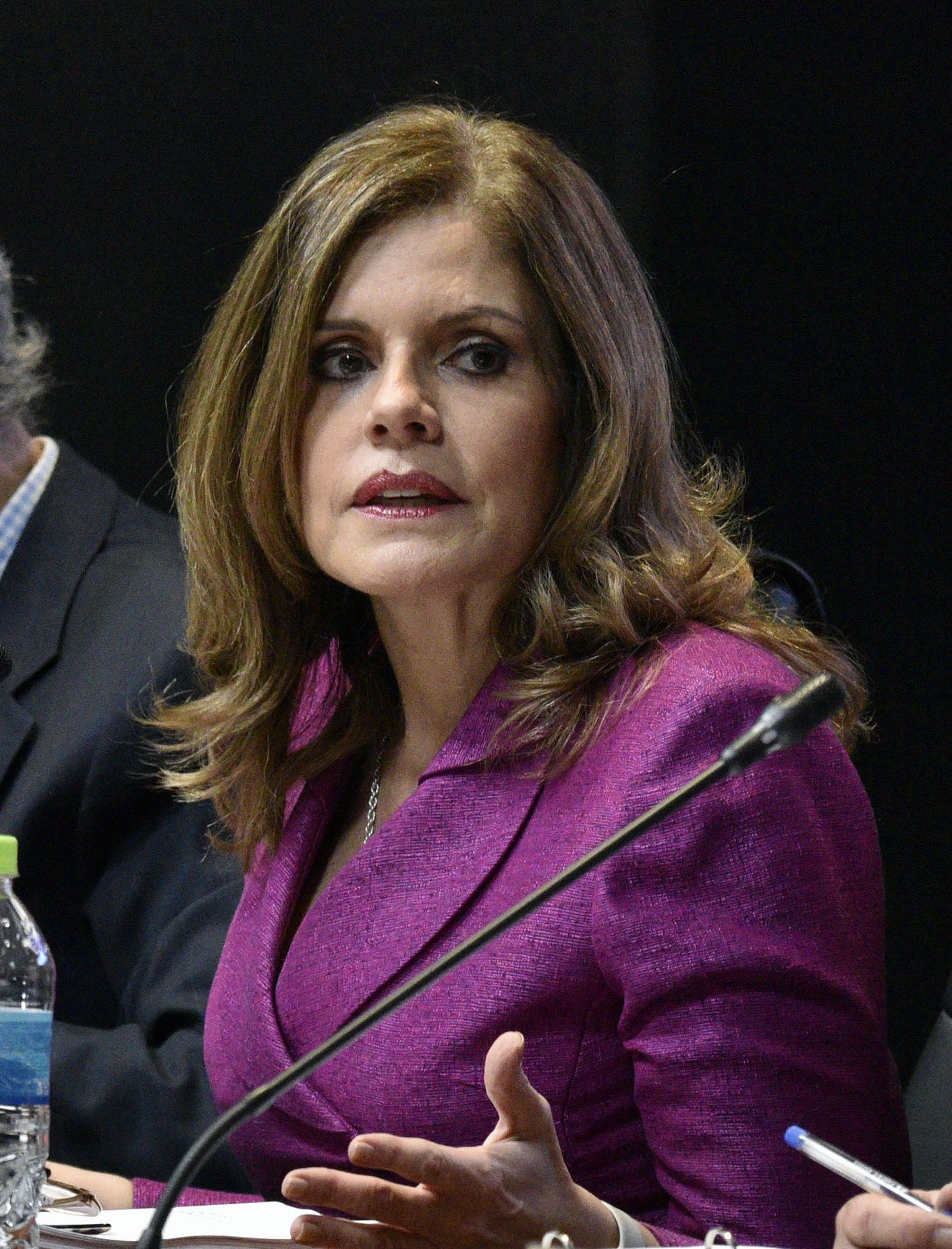

메르세데스 로살바 아라오스 페르난데스(스페인어: Mercedes Rosalba Aráoz Fernández, 1961년 8월 5일~)는 페루의 경제학자, 교수, 정치인으로 2016년부터 2020년까지 제2부통령직을 수행했다. 정계 입문 초기에는 외교통상관광부 장관(2006-2009)을 지냈으며, 이후 잠시 생산부 장관직을 거쳐 경제재무부 장관직을 맡았다. 여담으로, 이 세 직책 모두 알란 가르시아 대통령 밑에서 지냈다.
2016년 대선에 마르틴 비스카라와 함께 페드로 파블로 쿠친스키 변화를 위한 페루인(PPK) 후보의 공동 러닝메이트로 출마했으며, 결선에서 그들의 조는 대중의 힘(FP) 게이코 후지모리 조를 근소하게 꺾고 승리했다. 아라오스는 또한 동시에 치러진 총선에도 출마해 2016년-2021년 회기 국회의원으로도 당선되었다. 이후 당선된 쿠친스키 대통령 밑에서 2017년 9월 17일부터 2018년 4월 2일까지 총리직도 수행했다. 2018년 3월 23일 쿠친스키가 부패 스캔들로 사임하자 마르틴 비스카라 제1부통령이 대통령직을 승계했으며, 이후 아라오스는 비스카라 대통령 밑에서 유일 부통령직을 수행했다.
2019년 9월 30일, 국회와 잦은 마찰을 빛던 비스카라는 국회 해산을 선언했고, 이에 따라 비스카라의 직무가 정지되면서 아라오스가 임시 대통령으로 추대되었다. 하지만 비스카라의 직무 정지는 대체적으로 인정되지 않았으며, 아라오스도 10월 1일 내외의 압력을 이기지 못하고 임시 대통령직을 내려 놓았다. 이후 2020년 5월 7일 부통령직을 사임했으며, 이에 따라 부통령직은 공석이 되었다.

## 역대 선거 결과
| 선거명      | 직책명         | 대수 | 정당             | 1차 득표율 | 1차 득표수  | 2차 득표율 | 2차 득표수  | 결과 | 당락             |
| ----------- | -------------- | ---- | ---------------- | ---------- | ----------- | ---------- | ----------- | ---- | ---------------- |
| 2016년 선거 | 페루 제2부통령 | 38대 | 변화를 위한 페루 | 21.05%     | 3,228,661표 | 50.12%     | 8,596,937표 | 1위  | 페루 부통령 당선 |